# Jehan Jonas
Pour les articles homonymes, voir Beziat et Jonas (homonymie).

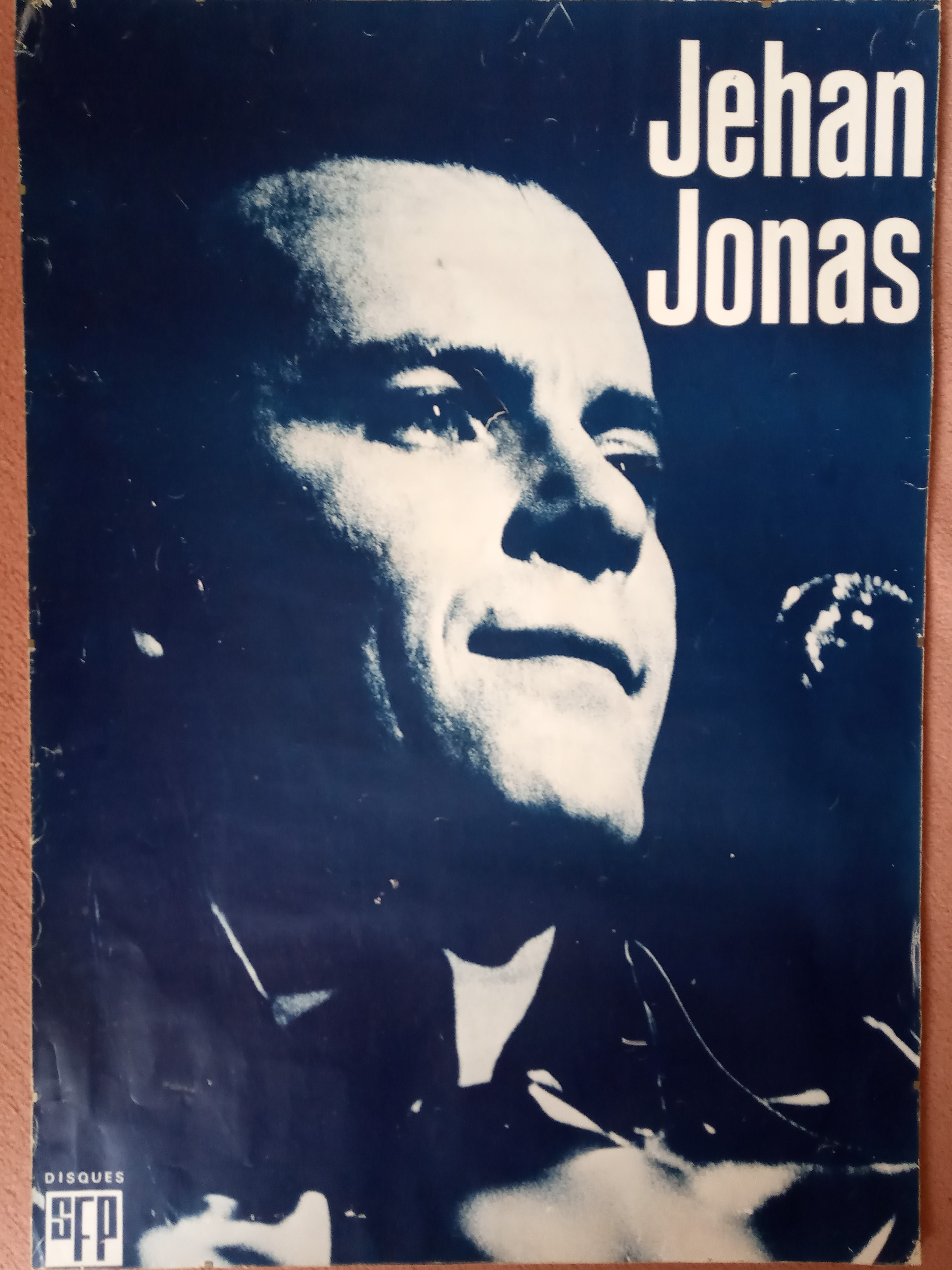
Affiche de spectacle de Jehan Jonas.

Jehan Jonas, de son vrai nom Gérard Beziat, né le 12 août 1944 dans le 17e arrondissement de Paris et mort le 29 avril 1980 dans le 13e arrondissement, est un auteur-compositeur-interprète français, des années 1960 et 1970.
Chanteur oublié, sont surtout connues ses chansons pamphlétaires et ses idées libertaires ; il est aussi l'auteur de récits radiophoniques, de pièces de théâtre et de textes pour d'autres artistes. Sous son vrai nom, celui de Jehan Jonas ou celui d'Henri de Canterneuil, il publie des romans érotiques et scénarise des films pornographiques.

## Biographie

### Débuts

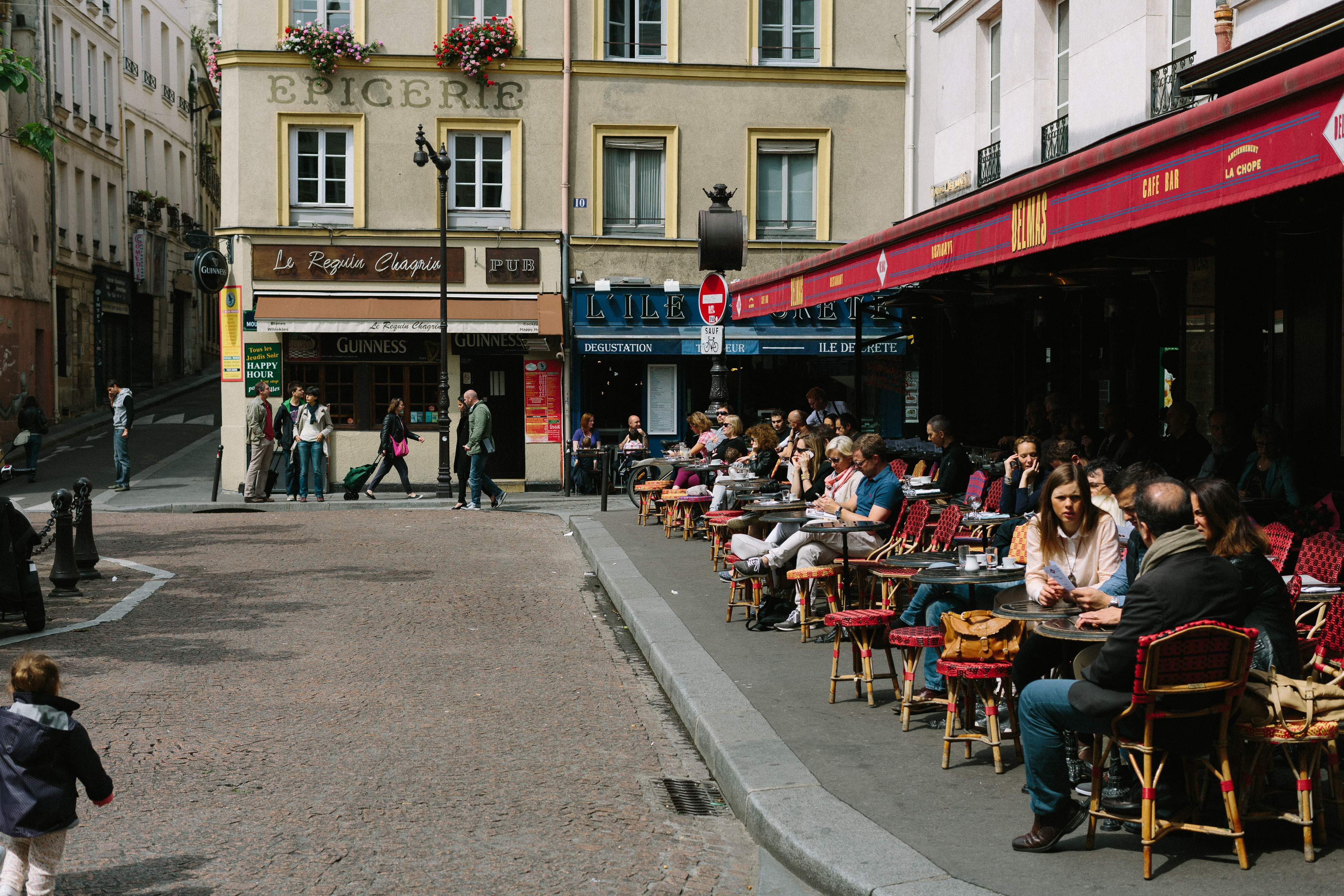
À ses débuts, Jehan Jonas fréquente la rive gauche. Ici, la place de la Contrescarpe.

Né en 1944 dans une clinique du 17e arrondissement de Paris, Gérard Paul René Beziat grandit à Levallois, 47 rue Voltaire. Il obtient son certificat d'études primaires en 1958[réf. souhaitée] puis suit, à l'âge de quatorze ans, un apprentissage d'électricien ajusteur à la SNCF, métier qu'il exerce par la suite.
Jonas écrit ses premiers textes durant son apprentissage. À partir de 1964, il se produit, guitare à la main, dans les cabarets parisiens de la rive gauche,, notamment à la Contrescarpe ou rue Mouffetard. Rue de la Huchette, il fréquente le mouvement beat. Il est admis comme « auteur » à la SACEM en 1965 et « compositeur » en 1967[réf. souhaitée]. À vingt ans, il dit avoir écrit cent cinquante chansons ; il en compte deux cent cinquante à vingt-trois ans.
Simultanément, il s'engage dans le groupe des Jeunesses anarchistes pacifistes.

### Carrière musicale
À vingt ans, Jehan Jonas participe à son premier gala à la Maison de la Mutualité, dans le programme de Léo Ferré. En 1965, Jehan Jonas écrit deux chansons pour Marcel Rothel, publiée dans son album Belles pognes. Il continue la tournée des cabarets.
Son single Comme dirait Zazie / Quand tu s'ras vieux papa, où il est accompagné par le chef d'orchestre Michel Colombier, sort en 1966,. La même année paraît son premier disques 33 tours, Comme dirait Zazie chez Disc AZ, suivi de À la vie en 1967,. Applaudi par les journaux locaux de l'époque,,, il est alors comparé à d'autres chanteurs à texte, comme Georges Brassens ou Léo Ferré,. Durant ces deux années, il se produit au théâtre du Vieux-Colombier dans le spectacle de chansons La Contrescarpe à Saint-Germain-des-Prés, mis en scène par Arlette Reinerg. Il chante avec Hélène Martin, Bernard Haillant, Jacques Serizier et Les Enfants terribles. L'Autre, L'Étiquette et Tahiti sont ses trois derniers albums, sortis entre 1968 et 1973,.
Il participe à nombre de galas de soutien au mouvement libertaire ; en 1974, pour le journal Le Monde libertaire, mais aussi, en 1975 au Gala de solidarité aux objecteurs et insoumis organisé par Les Amis de Louis Lecoin et le journal Le Réfractaire, et, en 1977 au Gala de solidarité avec l'Espagne libertaire organisé par la Confédération nationale du travail. Il écrit des chansons pour d'autres interprètes, tels que Jean-Marie Vivier, Yves Desnos ou Alain Moisan. Lorsqu'en 1970, Vivier reprend ses chansons Flic de Paris et Mentalité française dans son premier 33 tours, celui-ci se voit interdit d'antenne.
Si Jehan Jonas est dans les années 1960 assez présent sur les ondes radiophoniques, avec quelques succès — un des plus importants est Le Manège —, il s'y fait absent la décennie suivante. Il explique cet effacement de deux façons : la mort de Lucien Morisse en 1970, fondateur de Disc AZ qui le « favorisait » selon ses dires, et l'« autocensure » des animateurs de radio. D'après lui, ces derniers « préfèr[ent] de loin la voie de la facilité et refus[ent] le risque de programmer des chansons à textes, quand elles ne sont pas d'auteurs déjà reconnus ou certifiés par le marché du disque ». Dans le même temps, il s'ouvre à d'autres supports artistiques : la scène et l'écriture notamment, tout en continuant d'écrire et de se produire en concerts.
Son œuvre, décrite comme franche et satirique par la critique,, mêle politique (Pompi... que dalle ! est un pamphlet contre le président Georges Pompidou, Flic de Paris fait de même contre la police et White and black prône l'antiracisme) et sujets de la vie quotidienne (À la visite médicale). Il se moque tantôt de la police et de l'armée,, tantôt de la religion et de la morale.

### Diversification des activités
En 1974, avec le chorégraphe Cyril Réginald, Jehan Jonas monte son premier spectacle, un récital nommé Le Pain des fous, avec trois musiciens. Sa première a lieu le 26 mars au théâtre Daniel-Sorano de Vincennes. Il recommence l'année suivante à la Pizza du Marais avec Ce soir, on récalcitre,. Il écrit aussi des pièces de théâtre : Jokari, à Daniel-Sorano en 1975, et Trois allers simples pour l'enfer en 1976 au Lucenaire avec la mise en scène de Bernard Salvage. Sa dernière, Le Timbre et la baguette, avec le metteur en scène Jean Vilain, se produit le 7 février 1979 au théâtre Daniel-Sorano.
Il écrit également des sketchs, des nouvelles policières radiophoniques et des romans érotiques sous le nom de plume Henri de Canterneuil.
De 1978 à sa mort, il signe les scénarios de sept films pornographiques, dont deux sous son nom de naissance. Il collabore avec Maxime Debest, dit Maxi Micky, Roger Derouillat, qui se fait appeler Sven Hansen, et Henri « Sand Sunsea » Sala,. Pour Derouillat, il écrit aussi les dialogues de deux films tous publics : Les Voyants en 1975 et Comment passer son permis de conduire cinq ans plus tard.

### Mort
Atteint d'une tumeur du cerveau en avril 1980, il est emporté en moins d'un mois. Il meurt le 29 avril 1980 à l'âge de 35 ans à l'hôpital de la Salpêtrière à Paris. Chanteur oublié,, il avait écrit des centaines de chansons. Parmi ses plus connues, on retrouve Comme dirait Zazie, Flic de Paris, Mentalité française ou Plaidoyer pour un futur crétin.

## Postérité
Jehan Jonas reçoit le prix de l'Académie Charles-Cros en 2005.
Ses cinq albums sont réédités par la Société française de production phonographique en 1981. L'étiquette, son dernier 33 tours paru en 1972, sort en CD en 1992. En 2008 paraît Ce soir... on récalcitre, album live enregistré le 23 mars 1975 à la Pizza du Marais à Paris. Deux ans plus tard est édité Bavure, un CD contenant des chansons inédites.
En 2008, dans sa compilation Le Boucher, Mister Modo fait figurer Chanson assassine. Sa chanson Nocturnes est reprise dans lalbum 69 année mélodique, édité par Fanon Records en 2014.
Si pour le grand public, Jehan Jonas est tombé dans l'oubli, ses chansons sont cependant interprétées par de nombreux artistes dans le monde de la chanson à texte : Jann Halexander, Alain Léamauff, Yves Desnos, Jean-Marie Vivier, Pierre-Yves Mériac, Alain Moisan, etc. Ils sont plusieurs d'entre eux à lui dédier un album : Moisan sort Jehan Jonas... vous connaissez ? en 1985, Léamauff enregistre en public en 2006 Alain Léamauff chante Jehan Jonas, qu'il publie l'année suivante, Mériac PY Mériac chante Jehan Jonas. Jean-Marie Vivier, qui a repris au total environ quarante de ses titres dans une petite dizaines d'albums,, lui consacre trois albums complets, publiés en 2000 et 2001.
Le patrimoine de Jehan Jonas est également défendu par des associations culturelles.
Au mois de mai 2006, durant le festival montalbanais Alors... chante !, l'œuvre de Jehan Jonas est reprise pour un concert hommage. Ses chansons sont interprétées par Agnès Bihl, Daniel Fernandez, Yves Jamait, Loïc Lantoine, Gérard Morel, Éric Toulis, Bastien Lallemant, Catherine Vaniscotte, Claire Joseph et François Pierron. L'association Jehan Jonas second souffle édite un DVD du concert, réalisé et produit par Philippe Viala. En 2014, la troupe des Cabarettistes crée un spectacle en triptyque, Caves, bars et...?. Son deuxième tableau, Prenez pas les morts pour des cons, est entièrement inspiré par Jonas, et son premier, Les plus inconnus des auteurs, compositeurs, interprètes connus l'est en partie. Leurs premières a lieu à la péniche Adélaïde sur le quai de Seine à Paris ; ils sont coproduits par le Collectif 36 bis et l'Arca.

## Œuvre

### Discographie
Entre 1966 et 1972, Jehan Jonas sort trois singles, quatre EPs et cinq albums studios chez Disc AZ. À titre posthume, un album d'inédits, un album live et deux compilations sont publiées, dont trois d'entre eux par l'Association Jehan Jonas Second souffle.

#### EPs
- 1966 : Comme dirait Zazie
- 1967 : Comme les autres
- 1968 : Pont du point du jour
- 1969 : L'Album de famille

#### Albums studios
- 1966 : Comme dirait Zazie
- 1967 : À la vie
- 1968 : L'Autre
- 1969 : Tahiti
- 1972 : L'Étiquette

### Ouvrages

#### Sous le pseudonyme d'Henri de Canterneuil
Vingt-huit ouvrages érotiques sont publiés sous le nom d'Henri de Canterneuil, entre 1972 et 1980.

#### Sous le pseudonyme de Jehan Jonas
Ouvrage posthume regroupant ses textes, ses sketchs, des photos et des dessins.
- Œuvres complètes, Pont-Scorff, Arthemus, 2004, 299 p. (ISBN 2-913511-30-9, BNF 39267002)

### Spectacles

#### Récitals
- Le Pain des fous
Première au théâtre Daniel-Sorano à Vincennes le 26 mars 1974. Chorégraphie de Cyril Réginald. Avec Graziella Madrigal au piano électrique, Alain Dubois à l'alto et au violon électrique et Janko Nilovic au piano et aux percussions[30],[31].
- Ce soir, on récalcitre
À la Pizza du Marais, en 1975 (jusqu'au 18 mars). Jehan Jonas est accompagné par un pianiste et un guitariste[32].

#### Théâtre
- Jokari (BNF 39478739)[30]
Première au théâtre Daniel-Sorano à Vincennes le 3 février 1975, avec Jean Lespert.
- Trois allers simples pour l'enfer, mise en scène de Bernard Salvage (BNF 39478741)
Première au théâtre le Lucenaire à Paris le 5 mars 1976, avec Jean-Pierre Sourice, Didier Albert et Jean Lespert.
- Le Timbre et la baguette, mise en scène de Jean Vilain (BNF 39478740)
Première au théâtre Daniel-Sorano à Vincennes le 7 février 1979, avec Jean-Pierre Sourice.

#### Hommages
- Hommage à Jehan Jonas[61]
Au Magic Découvertes à Montauban le 24 mai 2006. Avec Agnès Bihl, Daniel Fernandez, Yves Jamait, Loïc Lantoine, Gérard Morel, Éric Toulis, Bastien Lallemant, Catherine Vaniscotte, Claire Joseph et François Pierron au chant, Didier Grébot et Hervé Faisandaz à la batterie, Frédéric Schadoroff au piano, Braim Haiouani à la contrebasse et Christophe Marozzi à l'accordéon.
- Caves, bars et...?, premier tableau : Les plus inconnus des auteurs, compositeurs, interprètes connus[62]
Première à la péniche Adélaïde à Paris le 23 novembre 2014, d'après les œuvres d'Allain Leprest, Colette Magny, Jehan Jonas, Henri Tachan, Gribouille, Loïc Lantoine et Pierre Louki. Coordonné par Matila Malliarakis, assisté de Solange Wotkiewicz, arrangé par Zofia Rieger, Nathan Gabily et Osvaldo Calo.
Avec Nathalie Bourg, Alain Carbonnel, Nathan Gabily, Clémentine Lebocey, Matila Malliarakis, Malvina Morisseau, Zofia Rieger, Hugues de la Salle, Jeanne Vimal et Solange Wotkiewicz. Accompagnés par Zofia Rieger et Nathan Gabily.
- Caves, bars et...?, deuxième tableau : Prenez pas les morts pour des cons[62]
Première à la péniche Adélaïde à Paris le 7 juin 2014, d'après l'œuvre de Jehan Jonas. Coordonné par Matila Malliarakis, assisté de Solange Wotkiewicz, arrangé par Zofia Rieger, Nathan Gabily, Hugues de la Salle et Alain Carbonnel.
Avec Nathalie Bourg, Alain Carbonnel, Nathan Gabily, Clémentine Lebocey, Matila Malliarakis, Malvina Morisseau, Zofia Rieger, Hugues de la Salle, Jeanne Vimal et Solange Wotkiewicz. Accompagnés par Zofia Rieger et Nathan Gabily.
- Artiste[64]
Cabaret par Matila Malliarakis.

### Filmographie
Sauf indication contraire, les informations mentionnées dans cette section peuvent être confirmées par la base de données cinématographiques IMDb,  présente dans la section « Liens externes ».

#### Films tous publics
- 1975 : Les Voyants de Roger Derouillat (dialogues)
- 1980 : Comment passer son permis de conduire de Roger Derouillat (idée et dialogues)

#### Films pornographiques
- 1978 : Bêtes à jouir de Maxime « Maxi Micky » Debest (sous Gérard Beziat)
- 1978 : Qui m'aime me suce de Maxime « Maxi Micky » Debest
- 1978 : Tout à la fois de Roger « Sven Hansen » Derouillat
- 1978 : Prends-moi tout de Roger « Sven Hansen » Derouillat
- 1978 : Inonde mon ventre de Maxime « Maxi Micky » Debest
- 1980 : Séduisante otage d'Henri « Sand Sunsea » Sala
- 1980 : Son corps pour un chantage d'Henri « Sand Sunsea » Sala

Sa chanson C'est chaque fois la même histoire est utilisée dans Tout à la fois et Prends-moi tout.